# سان لورينزو دي لا باريلا
بلدية سان لورينزو دي لا باريلا (بالإسبانية: San Lorenzo de la Parrilla)‏، هي إحدى بلديات مقاطعة قونكة إحدى مقاطعات إسبانيا، و التي تقع في منطقة قشتالة لا منتشا وسط البلاد, و المائلة لجهة الشرق من إسبانيا.
يبلغ عدد سكانها 1.322 نسمة وفقاً لإحصائية سنة (2007).